# 아카족
아카족(阿卡人)은 태국, 미얀마, 라오스, 중국에 사는 소수민족이다. 20세기 초에 중국에서 동남아시아로 이동했다. 버마와 라오스의 내전으로 인해 아카족 이민자들의 유입이 증가했으며 현재 태국 북부 치앙라이 와 치앙마이 지방에는 80,000명의 사람들이 살고 있다.

## 참고 자료
- Scott, James C (2009년 9월 30일). 《The Art of Not Being Governed: An Anarchist History of Upland Southeast Asia》 (Hardcover). New Haven: Yale University Press. ISBN 9780300152289. 2020년 4월 20일에 확인함.